# 1849 Kresák
Az 1849 Kresák (ideiglenes jelöléssel 1942 AB) a Naprendszer kisbolygóövében található aszteroida. Karl Wilhelm Reinmuth fedezte fel 1942. január 14-én.